# Chi Rho

O símbolo Chi-Rho.

O Chi Rho, ou Chi-Rho, é um cristograma muito usado antes mesmo do tempo do imperador Constantino e adquiriu grande popularidade depois que ele o adotou para o seu lábaro.
O símbolo, de caractere ☧, é formado pela sobreposição das duas primeiras letras (iniciais) chi e rho (ΧΡ) da palavra grega "ΧΡΙΣΤΟΣ" (que quer dizer Cristo) de tal modo a produzir o monograma.
O símbolo de Chi-Rho também foi usado por escribas pagãos gregos para marcar textos, na margem, como uma passagem particularmente valiosa ou relevante; as letras combinadas Chi e Rho neste caso chrēston, significando "bom". Algumas moedas de Ptolemeu III Evérgeta (r. 246–222 a.C.) eram marcadas com Chi-Rho.

## História
Conta a história que enquanto Constantino estava a caminho de uma difícil batalha na Ponte Mílvia (na qual o aguardava um exército maior e mais forte sob a liderança de Magêncio) viu uma visão no céu do Chi Rho e ouviu uma voz proclamar: "Por este sinal conquistarás" (do latim: "In hoc signo vinces"). Constantino ordenou rapidamente que o Chi-Rho fosse pintado em todos os escudos dos soldados e em seu lábaro (estandarte). O exército de Constantino ganhou a batalha.
Há outra versão que diz que ele teve um sonho na noite anterior a batalha, e que alguém em seu sonho disse-lhe para colocar o símbolo em seus escudos para enfrentar o inimigo.
Há uma explicação mais completa descrita no capítulo "Visão de Constantino" no artigo sobre a batalha da Ponte Mílvia.